# 15111 Winters
A 15111 Winters (ideiglenes jelöléssel 2000 CY92) a Naprendszer kisbolygóövében található aszteroida. A LINEAR projekt keretében fedezték fel 2000. február 6-án.